# 拉维约
拉维约（法語：Lavieu，法語發音：[lavjø]）是法国卢瓦尔省的一个市镇，属于蒙布里松区。

## 地理
拉维约（45°32'20"N, 4°2'5"E）面积4.45 平方千米，位于法国奥弗涅-罗讷-阿尔卑斯大区卢瓦尔省，该省份为法国中南部省份，北起顺时针与索恩-卢瓦尔省、罗讷省、伊泽尔省、阿尔代什省、上盧瓦爾省、多姆山省和阿列省接壤。
与拉维约接壤的市镇（或旧市镇、城区）包括：福雷地区韦里耶尔、沙泽勒叙拉维约、莱济尼厄、马尔热里-尚塔格雷。

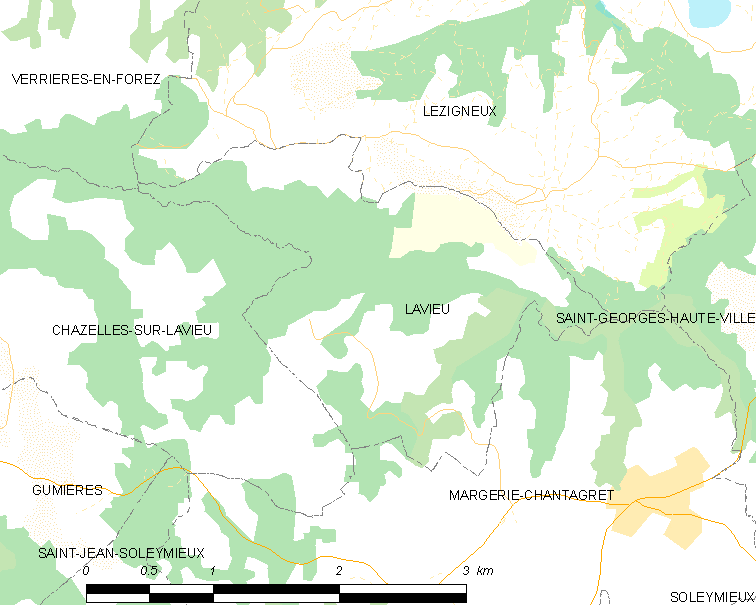
拉维约的OSM定位图

拉维约的时区为UTC+01:00、UTC+02:00（夏令时）。

## 行政
拉维约的邮政编码为42560，INSEE市镇编码为42117。

## 政治
拉维约所属的省级选区为蒙布里松县。

## 人口

1962-2008年间拉维约人口变化图示

拉维约于2022年1月1日时的人口数量为111人。